# Нікомах (син Махаона)
Нікома́х (грец. Nikomachos) — онук Асклепія, син Махаона й Антіклеї.
У Фарах Нікомаха та його брата Горгаса шанували як героїв, покровителів медицини. Від Нікомаха виводився рід Арістотеля.